# Francisco José Espínola
Francisco José Espínola (Aracaju, 01 de março de 1970) é um engenheiro de computação com especialização em Engenharia de petróleo, escritor e humorista brasileiro. Possui graduação em Engenharia de computação pela Pontifícia Universidade Católica do Rio de Janeiro. É mais conhecido nacionalmente por seus comentários humorísticos em notícias nas redes sociais, que ganharam repercussão a partir de abril de 2015. A partir dos seus comentários, escreveu o livro Grandes comentários da internet, publicado pela Matrix Editora. Além disso, participou do programa de televisão Conversa com Bial, e dos quadros UTC - Ultimate Trocadilho Championship e como roteirista em um episódio do Jornal Não Pode Rir, ambas produções dos Castro Brothers para o YouTube. Possui como lema a frase Humor é quase amor!.

## Origens
Espínola nasceu em Aracaju, Sergipe. Aos 7 anos, Francisco se mudou com sua família para a cidade de Basra, Iraque, por conta do emprego de seu pai, em 1977, onde permaneceram por 3 anos, retornando ao Brasil após este período.
Foi no Iraque onde despertou a curiosidade antropológica sobre os diferentes modos de pensar. Passou a  carregar o interesse pela relação com funcionamento da mente por toda a vida. Morando em Basra, visitou países como Nepal, Egito, Índia, China, Tailândia e outros, o que estimulou ainda mais sua visão cosmopolita, sua criatividade, e aumentou seu conhecimento cultural.
Pai de dois filhos, Francisco vive na cidade do Rio de Janeiro, dedicando-se ao seu papel de pai, ao seu trabalho como Engenheiro de Petróleo, ao desenvolvimento mental criativo, e à propagação de suas ideias de bom humor e amor através da arte dos trocadilhos e piadas nas redes sociais, onde se tornou nacionalmente conhecido.

### Vida Profissional
Espínola possui graduação em Engenharia De Computação pela PUC-Rio e especialização em Engenharia de Petróleo pela Universidade Petrobras. Cursou um ano de mestrado em Inteligência Computacional. Trabalhou como fiscal em plataformas de petróleo da Petrobrás.
Coordenou a Mensa no estado do Rio de Janeiro entre 2003 e 2005.

### Internet
Fascinado pela criatividade e desenvolvimento mental, Francisco achou nos comentários em notícias inusitadas do Facebook, uma forma de exercitar a criatividade e desestressar. Um dos seus trocadilhos mais famosos, feito em abril de 2015, é a resposta da manchete do jornal Le Monde: Se um Astronauta mata outro, ele pode ser julgado?, ao qual Espínola comentou Trata-se de um crime sem gravidade. Seus trocadilhos tiveram grande repercussão, recebendo inúmeros comentários o parabenizando e um alto número de curtidas. Foi assim que Espínola percebeu o papel social que poderia cumprir, ao fazer comentários divertidos em sites de notícias, lugares onde a maior parte dos comentários são negativos e de ódio. A partir daí, adotou o lema que leva até hoje: Humor é quase amor, filosofia que prega em suas redes sociais, onde procura sempre fazer comentários que melhorem o dia das pessoas.
A ideia principal de Espínola é juntar duas ideias diferentes e aparentemente sem ligação e combiná-las em forma de trocadilho, como no exemplo supracitado. Francisco cria cerca de 30 trocadilhos por dia  como forma de exercício criativo e tem um horário para ler as manchetes do dia. Em suas redes, seleciona e posta os que considera os melhores.
Ele criaria então, a página no facebook Grandes Comentários da Internet, com a ideia original de reunir não apenas seus comentários, mas os de outras pessoas também. Entretanto, a página acabou se tornando um repositório apenas para os seus melhores comentários, por motivo logísticos. Mais tarde, em maio de 2017, após uma campanha bem sucedida no Catarse, lançou o livro Grandes Comentários da Internet, uma compilação de seus melhores trocadilhos reunidos agora em formato físico.

## Obras
- Grandes Comentários na Internet, Editora Matrix, 2017;
- O Toque do criador - Liberte seu gênio criativo para enfrentar a Era das Mudanças Exponenciais, Editora Multifoco, 2022;

### E-books
- O Toque do Criador, com prefácio de Gregório Duvivier;

## Ligações Externas
- Francisco José Espínola no Facebook
- Grandes Comentários da Internet no Facebook
- Francisco José Espínola no Instagram
- Francisco José Espínola. no IMDb.
- Francisco José Espínola no LinkedIn
- Francisco José Espínola no X